# Elvis Manu
Elvis Kofi Okyere Wiafe Manu (Dordrecht, 9 agosto 1993) è un calciatore olandese, centrocampista svincolato.

## Carriera

### Club
Nella stagione 2011-2012 ha giocato 4 partite nell'Eredivisie con il Feyenoord segnando anche un gol.
Nell'estate 2012 passa in prestito all'Excelsior Rotterdam. Dopo 20 presenze e 8 gol torna al Feyenoord. La stagione seguente viene ufficializzato il suo passaggio in prestito a gennaio al Cambuur, dove colleziona 5 gol su 15 presenze. La stagione successiva ritorna al Feyenoord. Il 28 agosto 2014, nel ritorno del terzo turno di qualificazione dell'Europa League contro lo Zorja Luhans'k, segna al 90' il gol del 4-3 che sancisce la vittoria e la qualificazione della sua squadra per la fase a gironi. In questa stagione si conquista il posto da titolare.

### Nazionale
Ha giocato nelle nazionali giovanili olandesi Under-19, Under-20 ed Under-21.

## Palmarès

### Club

#### Competizioni nazionali
- Supercoppa di Turchia: 1

Akhisar Belediyespor: 2018
- Campionato bulgaro: 1

Ludogorec: 2020-2021
- Supercoppa di Bulgaria: 1

Ludogorec: 2021